# Ceratocanthus spinicornis
Ceratocanthus spinicornis là một loài bọ cánh cứng trong họ Hybosoridae. Loài này được Fabricius miêu tả khoa học năm 1792.